# 喀拉喀什河

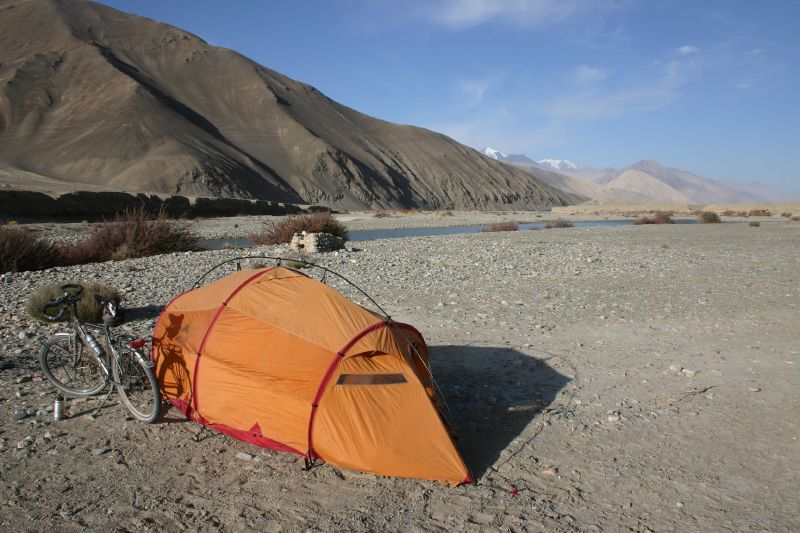
喀拉喀什河

喀拉喀什河（Karakash River,維吾爾語：قاراقاش دەرياسى‎，拉丁维文：Qaraqax deryasi，即「黑玉河」之意），因出产墨玉又名墨玉河、黑玉河，是中华人民共和国新疆维吾尔自治区的一条河流。
发源于阿克塞欽喀喇昆仑山脉南端的冰河34°51′35″N 78°32′26″E / 34.85972°N 78.54056°E，自西南向東北流经河尾灘，与发源于昆仑山脉的喀拉塔格山（Kara Tagh）、土兹达万山口、南屏雪山等南坡的支流会合后，流出阿克塞欽改東南向西北流经红柳镇、康西瓦、赛图拉镇，在赛图拉哨所往北流，在吐日苏向東流。之后往北流時匯入右岸支流普夏達里亞河和龐納子達里亞河。經墨玉绿洲，在洛浦县塔土尕依东北约15千米处与玉龙喀什河汇流成和田河。全长808公里，年径流量21.9亿立米。1995年在上游建有乌鲁瓦提水利枢纽工程。